# マオリ・テレビジョン
マオリ・テレビジョン（英語: Māori Television又はMaori Television、マオリ語: Whakaata Māori）は、マオリ語並びにマオリ文化に重点を置いた番組編成を行うニュージーランドのテレビ局である。同国政府の資金援助により2004年3月28日に開局した。オークランドのニューマーケット地区に本拠を構える。

## 放送局の使命
西洋文化及び英語の勢力により衰退しつつある同国の伝統的マオリ社会及びマオリ語の再発展を目的とする。マオリ語と英語、ニュージーランドの2つの公用語を共用することにより、同国の社会、文化の再認識を促すものとしている。

## 主な番組
2012年3月現在、平日は15:00（以下ニュージーランド本土時間）、週末は14:00起点であることが多い。土曜日以外は23:30に、土曜日は編成によりこれ以降の時刻（24:00前後）に放送終了となる。通常番組放送休止時間帯はマオリ音楽をBGMに翌放送日の番組表または通販番組をフィラーとして放送する。
- テ・カーエア (Te Kāea) - 毎晩放送される30分枠のニュース番組。キャスターやリポーターはマオリ語で伝える（インタビュー等一部英語もしくは他言語の音声を吹き替え通訳せずそのまま放送）が、同日の再放送では英語による翻訳字幕が表示される。毎日17:30に生放送、同日中に2回（19:30及び23時台）再放送される。
- ハア (Haa) - 若者向け娯楽番組。平日18:30放送。
- 爆丸バトルブローラーズ (Bakugan) - 日本のアニメ作品。マオリ語吹き替え。平日16:00放送。2012年2月放映終了。

この他、ニュージーランド特有の祝日においてはマオリによるイベントを中継する特別番組を編成する。2011年には同国で行われたラグビーワールドカップ2011の中継番組が会期中ほぼ全試合分編成された。

## 姉妹チャンネル
- 2008年、デジタル放送において姉妹チャンネル「テ・レオ (Te Reo)」が開局した）[1]。このチャンネルは完全マオリ語による放送が実施されている。マオリ・テレビジョンで放送された番組も一部で放送される。